# 伊朗足球丙級聯賽
伊朗足球丙級聯賽（Iran Football's 3rd Division，波斯語：‎）是伊朗足球協會组织的职业足球联赛，是伊朗足球聯賽系統中的第四級別聯賽。